# Gajdács Pál (író)
Gajdács Pál (Békéscsaba, 1847. december 23. – Tótkomlós, 1929. november 12.) evangélikus lelkész, költő, többek közt Mikszáth Kálmán és Rell Lajos barátja. Kéziratai 1945-ben elpusztultak.

## Élete
1847. december 23-án született Békéscsabán, ahol a gimnázium első 4 osztályát elvégezte. Ezután további két osztályt Szarvason végzett, majd elment Selmecbányára, ahol megismerkedett az akkor a nyolcadik osztályba járó Mikszáth Kálmánnal. 1867-től Pozsonyban teológiát tanult, és a Lobogó és a Gondolat szerkesztője is volt. 1870-ben, a vizsga letétele után 1 évet Berlinben és 1 évet Hallében tanult.
1866 őszétől a Korány felelős szerkesztője lett. Az Urambátyám című folyóiratnak a 9. és a 10. számában volt szerzője.
1929. november 12-én hunyt el Tótkomlóson.

## Barátságai

### Mikszáth Kálmánnal
Mikszáth Kálmán Gajdács Pál diáktársa volt. E korról Gajdács Pál írt Mikszáth Kálmán a selmeci diák címen cikket. Egyik jegyzetfüzetében, melyet nem sokkal 2016 előtt találtak meg, Az én Gyuri bácsim és a Térdepeljetek le példánya maradt fenn. A Vasárnapi Újság 1866. április 1-i, 13. számában a szerkesztő előbbit „jó kedvű kísérletnek” nevezte „meglehetősen érdektelen tárgyról”, utóbbit pedig „nem közölhetőnek” nyilvánította.
Gajdács Pál és Mikszáth Kálmán egymással gyakran leveleztek. E levelek megjelentek például a Magyar Néplap társlapjában, a Mulattatóban.:186 Mikszáth még 1910-ben, halála évében is írt neki például Kossuth Ferencről is.

### Rell Lajossal
Rell Lajos művelődéstörténésszel is rendszeresen levelezett, Mikszáth egy Gajdács Pálhoz intézett, de „ma már fel nem lelhető” levele és egy nyilatkozat alapján annak jubileumára ültetendő facsemetékről szóló kívánságát közölte. Scheiber, Zsoldos és Katona Z. ez írást a leghitelesebbnek tekintették Gajdács és Rell barátsága és korai keletkezése miatt.
Közvetítő szerepet is ellátott Rell és Mikszáth közt.

## Munkái
- Kedves az Isten hajléka. Egyházi beszéd a szarvasi hitv. ev. templom fölszentelésének 88. emlékünnepén 1876. december 10-én.
- Tót-Komlós története. A község és az ág. hitv. egyház 150 éves évfordulója emlékére (1896)[4]
- Simonyi József a híres óbester[5]
- Tisza–Körös mentén[5]
- Boldogfalvi csendélet[6]:146

### Versek
- Nőmnek[6]:78
- Katóka arcképe előtt[6]:87
- Hajnal Juci esküvője[6]:92
- Rügen szigetén[6]:95